# Besleria flavo-virens
Besleria flavo-virens är en tvåhjärtbladig växtart som beskrevs av Christian Gottfried Daniel Nees von Esenbeck och Carl Friedrich Philipp von Martius. Besleria flavo-virens ingår i släktet Besleria och familjen Gesneriaceae. Inga underarter finns listade i Catalogue of Life.